# Radio Nowhere
"Radio Nowhere" je prvi singl objavljen s albuma Magic Brucea Springsteena iz 2007.
Pjesma je nagrađena Grammyjima za najbolju samostalnu vokalnu rock izvedbu i najbolju rock pjesmu.

## Povijest
Pjesma je brzog tempa, a vrti se oko električne gitare. Izvode je članovi E Street Banda Max Weinberg na bubnjevima, Garry Tallent na bas-gitari, Clarence Clemons na saksofonu i Steven Van Zandt; Clemons i Patti Scialfa su bili prateći vokali, a gitarska dionica ispod Clemonsova sola na saksofonu bila je djelo Nilsa Lofgrena. Uvodni gitarski rif i kretanje akorda podsjeća na hit sastava Tommy Tutone iz 1982. "867-5309/Jenny", a glavni pjevač sastava Tommy Heath je izjavio: "Svi me zovu u vezi s tim", a "mislim da je dovoljno slična da, kad bih to htio [poduzeti pravnu akciju], vjerojatno bih uspio u toj namjeri."
Teme "Radio Nowhere" govore o otuđenju i želji ta glazbenom i društvenom povezanošću, što je tema slična ranijem Springsteenovu radu:
I was tryin' to find my way home,
But all I heard was a drone -
Bouncing off a satellite,
Crushin' the last lone American night.
This is Radio Nowhere ... is there anybody alive out there?
Čini se kako Springsteenovi stihovi namjerno aludiraju na njegove prijašnje pjesme, što je važna umjetnička tradicija u poeziji i pisanju pjesama kojom se nastavljaju i povezuju umjetnikove teme koje želi istaknuti. Stih "I was driving through the misty rain" je vjerojatno referenca na njegovu pjesmu "Downbound Train" s njegova albuma Born in the U.S.A., odnosno stih "I feel her kiss in the misty rain." A stih "Dancing down a dark hole" vjerojatno se referira na njegovu pjesmu "Dancing in the Dark" s istog albuma.
Osim toga, rečenica "is there anybody out there?", iako nije prijašnji Springsteenov stih, bila je istaknuti dio njegovih koncerata. Izvikivao ju je godinama - posebno tijekom E Street Reunion Toura 1999. i 2000. - dok bi koncert ulazio u posljednju fazu i kad bi htio potaknuti publiku.
Singl je objavljen prije albuma, isprva procurivši na internet 22. kolovoza 2007., na satelitskom radiju dan poslije, a nakon toga na ostalim zemaljskim radijskim postajama. Scott Shannon i Todd Pettengill emitirali su pjesmu dva puta ujutro 24. kolovoza u na njujorškoj radijskoj postaji WPLJ-FM. Nakon prvog emitiranja, javio se razjareni predstavnik Sonyja sa zahtjevom da se pjesma ne emitira. Ostalo je nejasno da li je to bila samo Sonyjeva reklamna kampanja kako bi se povećalo zanimanje za album ili je predstavnik uistinu bio uzrujan. Kako bilo, Scott i Todd su rekli pozivatelju da neće emitirati pjesmu sve dok je on na telefonu s njima. Počeli su mu spuštati slušalicu i zatim pustili pjesmu po drugi put. Kasnije tog dana, rock postaja Q104.3 u New Yorku je navodno emitirala pjesmu nekoliko puta za redom. Pjesma je puštana i dvaput poslijepodne 24. kolovoza na WNCD-u u Youngstownu u Ohiju. Nakon što ih je kontaktirao predstavnik Columbia Recordsa, postaja je zaustavila emitiranje. Službena radijska promocija bila je predviđena za utorak, 28. kolovoza 2007. Jednu od većih promocija "Radio Nowhere" je doživjela od velikog Springsteenova obožavatelja, Chrisa "Mad Dog" Russoa, sportskog voditelja na WFAN-u u New Yorku koji nije mogao prestati pričati o njoj. Zapravo, pozivatelji su često započinjali svoje razgovore s Russoom pjevušeći Springsteenov stih "Is there anyone alive out there?" Pjesmi su se divili i drugi glazbenici: nakon što je Dave Grohl, frontmen Foo Fightersa, na dodjeli MTV-jevih europskih glazbenih nagrada u Münchenu 2007. upitao Michaela Stipea iz R.E.M.-a za koju je pjesmu želio da je napisao, ovaj je naveo "Radio Nowhere".
"Radio Nowhere" je 28. kolovoza 2007. postala dostupna za slobodni download "eksluzivno" na iTunesu (iako je bila dostupna i preko Guardian Unlimited). Stranica je nudila i opciju naručivanja albuma. 
Unatoč svekolikoj drami iščekivanja, pjesma nije polučila željeni uspjeh na američkim ljestvicama (osim što je zauzela 2. mjesto na Triple-A ljestvici). Nije se uspjela probiti u Billboard Top 100. Puno je bolje prošla u europskim zemljama, gdje se najuspješnijom pokazala u Norveškoj (dospjevši na 2. mjesto pop ljestvice). Unatoč tome, pjesma je promovirana u raznim masovnim medijima. Na primjer, korištena je tijekom prijenosa finala World Series 2007. kao pozadinska glazba za produkcijske kredite i ispod prikaza svih utakmica finalne serije. Osim toga, pjesma se često koristi u američkim sportskim arenama tijekom stanki u igri. The Mike Tirico Show na ESPN Radio koristi je kao uvodnu pjesmu emisije.
"Radio Nowhere" 2009. je uključena na Springsteenovu kompilaciju Greatest Hits.

## Glazbeni videospot
Glazbeni spot za "Radio Nowhere", kojeg je režirao Thom Zimny, objavljen je na Amazon.com 4. rujna 2007. Sastoji se uglavnom od snimki Springsteena i E Street Banda kako izvode pjesmu u zamračenom studiju i uličnim prizorima s Manhattana.

## Povijest koncertnih izvedbi
"Radio Nowhere" zamišljena je tijekom prve etape Magic Toura 2007. i 2008. kao uvodna pjesma. Kasnije je premještena na drugu poziciju, dok su joj prethodili razni drugi izbori. Nije izvedena samo na jednom nastupu.
Kad je 2009. započeo Working on a Dream Tour, "Radio Nowhere" je postala jedina pjesma s albuma Magic koja je ostala na repertoaru. Pozicija pjesme na set-listama često je mijenjana kako bi odgovorala promjenama na bubnjevima, odnosno kad bi 18-godišnji Jay Weinberg mijenjao oca Maxa.

## Pozicije na ljestvicama
| Država                 | Najbolja pozicija |
| ---------------------- | ----------------- |
| Irska                  | 24                |
| Italija                | 25                |
| Kanada                 | 55                |
| Norveška               | 2                 |
| Njemačka               | 90                |
| Poljska                | 45                |
| Portugal               | 25                |
| Ujedinjeno Kraljevstvo | 96                |
| SAD (Hot 100)          | 102               |

## Vanjske poveznice
- Stihovi "Radio Nowhere"  Arhivirana inačica izvorne stranice od 14. studenoga 2008. (Wayback Machine) na službenoj stranici Brucea Springsteena